# Кочарим
Кочарим је насељено мјесто у општини Вишеград, Република Српска, БиХ. Према попису становништва из 1991. у насељу је живјело 62 становника српске националности (православне вјере).

## Географија
Кочарим је смјештен на обронцима планине Сјемећ у источној Републици Српској (Босна и Херцеговина), на лијевој обали ријеке Дрине у Вишеграду. Просјечна надморска висина Кочарима је 1100 м, док се Ивица, највиши врх Сјемећа, налази  на 1497 метара надморске висине. Поред Ивице, Кочарим окружују и сљедећи планински врхови: Лапавица (1229 м); Заглавак (1366 м); Столац (1435 м); Оштри врх (1338 м) и други. 
Изузетно је богат пашњацима, али и четинарским и листопадним шумама. Због своје надморске висине погодан је за бављење сточарством али и пољопривредом. 
На Кочариму се налазе бројни природни извори воде, као што су Софијина вода; Стара вода; Јанковац и други. На овом мјесту извире и највећи поток на подручју планинског масива Сјемећ, под називом Јабланица, који се улива у ријеку Дрину у насељу Осојница (општина Вишеград).

## Становништво
Према попису становништва из 1991. године, мјесто је имало 62 становника српске националности (православне вјере). Након ратних дејстава у Босни и Херцеговини (1992. - 1995.), присутан је тренд миграције становништва са овог подручја у околне градове.
| Демографија | Демографија | Демографија |
| Година      | Становника  | Становника  |
| ----------- | ----------- | ----------- |
| 1961.       | 128         |             |
| 1971.       | 117         |             |
| 1981.       | 101         |             |
| 1991.       | 63          |             |